# نخست‌وزیر رومانی
نخست‌وزیر رومانی (رومانیایی: Prim-ministrul Guvernului României) رئیس دولت رومانی محسوب می شود. قبلا که دولت محدود به هیئت وزیران بود ، وی رئیس کابینه بود اما از سال ۱۹۶۵ در دوره جمهوری سوسیالیستی رومانی که مقامات دیگری علاوه بر کابینه به دولت اضافه شد، عنوان به نخست وزیر تغییر یافت.